# Un homme qui dort (película)
Un homme qui dort es una película dirigida por el escritor francés Georges Perec y el cineasta Bernard Queysanne, a partir de un guion escrito por el propio Perec, basándose en su novela homónima, Un hombre que duerme (1967). Fue planificada desde 1971, rodada en 1973 y estrenada en Francia el 24 de abril de 1974, obteniendo el Premio Jean Vigo a mejor película. Una nueva copia se lanzó al mercado en 1990. Se trata de la primera película de ambos. 
La película se estrenó en inglés también en 1974, como A Man in a Dream. La traducción estuvo a cargo de Harry Mathews, y el doblaje a cargo de Shelley Duval. La película también se presentó subtitulada al italiano en el Festival Internacional de Cine de Venecia de 1975, como Il Dormiveglia.

## Argumento
Tal y como en la novela, la película trata de un joven estudiante de París (Jacques Spiesser) que se vuelve indiferente al mundo que lo rodea. Sin embargo, su decisión está condenada al fracaso, al no conseguir sacar ningún provecho de su indiferencia y su soledad. Una narradora (Ludmila Mikaël) va describiendo en segunda persona la vida del joven, desde el momento en que ha tomado su decisión.

## Reparto
- Jacques Spiesser: hombre
- Ludmila Mikaël: voz en off

Según constata el propio Georges Perec en su libro W o el recuerdo de la infancia, en la elección de Spiesser como protagonista de la película fue «secretamente determinante» la presencia de su cicatriz en el labio superior, un rasgo que compartía con el escritor desde que éste recibiera un golpe en su infancia. Esta cicatriz es tan significativa para el autor, que también fue determinante para incluir el cuadro de El Condotiero de Antonello da Messina dentro de la película, el cual también es mencionado en la novela Un hombre que duerme, y de hecho es el objeto protagónico de su novela póstuma El Condotiero.

## Banda sonora
La banda sonora fue registrada con el título 186.260.374.010 y emitida en la radio France Culture el 26 de marzo de 1974, con objeto del Taller de creación radiofónica n.º 186 en el que participó Perec.

## Premios
| Año  | Evento           | Premio o Categoría | Resultado |
| ---- | ---------------- | ------------------ | --------- |
| 1974 | Premio Jean Vigo | Mejor Película     | Ganadora  |

## Análisis de la película
Para el cineasta e investigador José Manuel Mouriño, en esta película Perec recurre significativamente al travelling, recurso utilizado en sus demás proyectos cinematográficos. El travelling le permite traspasar la sensación que se experimenta con la lectura hacia la pantalla grande, e incluir al inicio y al final de la película secuencias germinales y, para el mismo Perec, apocalípticas.
La escena final de la película es una toma de la rue Vilin de París vista desde las alturas del boulevard de Belville. Dicha calle es el lugar donde pasó su primera infancia con sus padres, y aparece en varios de sus trabajos literarios.